# Factitief
Met factitief kunnen in de grammatica twee dingen worden bedoeld: een naamval die een subvorm is van de accusatief of een bepaalde wijs die zeer nauw verwant is aan de causatief. 

## Naamval
Wanneer het lijdend voorwerp niet alleen het "slachtoffer" maar ook het eindresultaat is van de beschreven handeling, wordt deze naamval tevens als een factitieve vorm beschouwd. Deze vorm van de accusatief wordt onderscheiden van de objectief. Een voorbeeld is de zin De kok bakt de taart, waarin de taart in de factitief staat. De factitief als naamval speelt met name een belangrijke rol in de casusgrammatica van Charles J. Fillmore.

## Wijs
Werkwoorden in de factitieve vorm drukken over het algemeen uit dat het onderwerp (zinsdeel) een handeling niet zelf verricht maar dit overlaat aan derden. Hiervoor worden in het Nederlands de hulpwerkwoorden doen en laten (Bijvoorbeeld Jan laat een huis bouwen). Het verschil tussen deze vorm en de causatief is dat de laatste vorm duidelijk een overgang van de ene fase naar de andere uitdrukt, wat soms ook door middel van ablaut gebeurt (bijvoorbeeld zitten → zetten, drinken → drenken), terwijl het bij de factitief meer om de handeling als zodanig gaat. De factitieve werkwoordsvorm wordt ook vaak alleen als een subvorm van de causatief gezien, in plaats van als een aparte wijs.
In het Hongaars worden werkwoorden factitief gemaakt met de uitgang -at/-et/-tat/-tet. Voorbeeld épít → építtet, bouwen, laten bouwen; János házat építtet, Jan laat een huis bouwen.